# Серхіо Санчес
Серхіо Санчес Ортега (ісп. Sergio Sánchez Ortega; нар. 3 квітня 1986, Матаро, Іспанія) — іспанський футболіст, захисник клубу «Кадіс».

## Клубна кар'єра

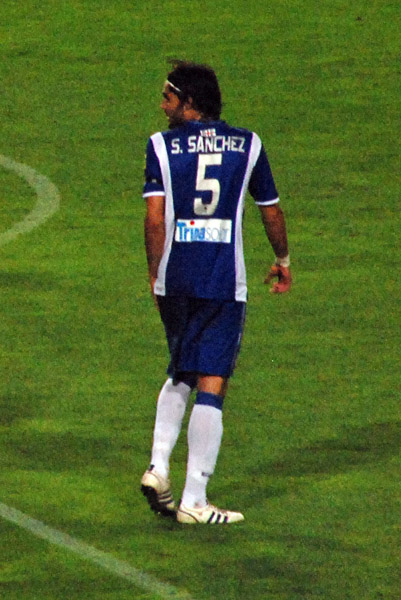
Санчес у складі «Еспаньйола»

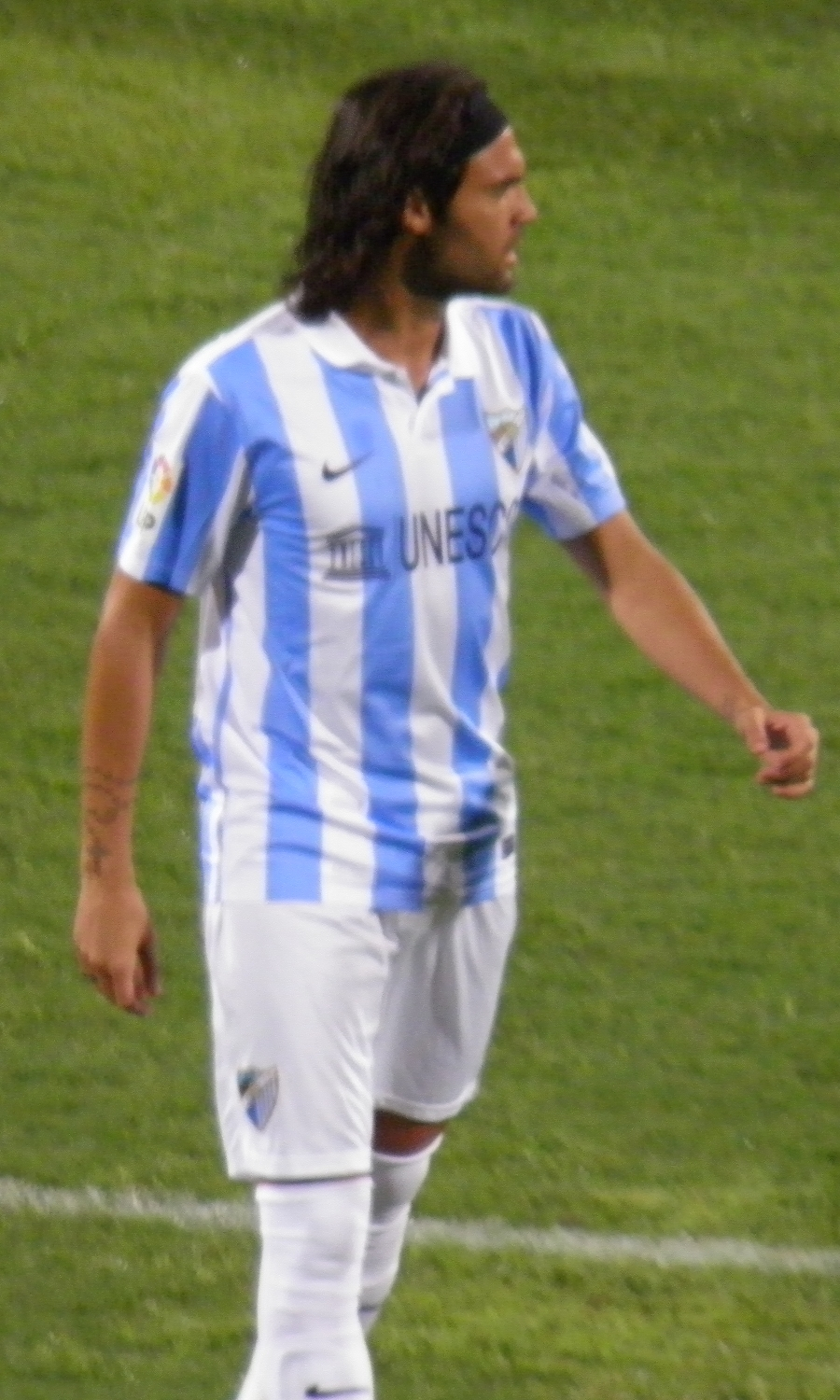
Санчес у складі «Малаги»

Серхіо — випускник футбольної академії «Еспаньйола». 24 квітня 2005 року в матчі проти «Сарагоси» він дебютував в Ла-Лізі, вийшовши на заміну на 85-й хвилині замість Дідьє Домі. Попри те, що протягом сезону це була єдина його поява на полі, захисник став володарем Кубка Іспанії.
У січні 2007 року Санчес вирушив в оренду до «Реал Мадрид Кастілья», який виступає у другому за силою іспанському дивізіоні. У Сегунді Серхіо провів за столичний клуб 20 матчів і по закінченні сезону повернувся до «Еспаньйола», але «папуги» знову віддали захисника в оренду. Санчес вирушив захищати кольори сантандерського «Расінга» до кінця сезону 2007/08. 16 вересня в матчі проти «Леванте» Серхіо дебютував за новий клуб. Серхіо часто виходив на поле і допоміг команді вперше в історії здобути право на участь у розіграші Кубка УЄФА.
У липні 2008 року Санчес повернувся до «Еспаньйола». 20 вересня того ж року забив свій перший гол за каталонський клуб в домашньому поєдинку проти «Хетафе». Весь сезон він впевнено зіграв на правому фланзі захисту й зрештою допоміг команді уникнути вильоту.
У липні 2009 року Санчес за 4 млн євро перейшов до «Севільї», підписавши контракт на 4 роки. 19 вересня в матчі проти «Осасуни» він дебютував за нову команду. 1 січня 2010 року лікарі відсторонили Серхіо від ігор за команду через проблеми з серцем. У сезоні 2009/10 він зіграв 7 матчів і 2 в кубку країни, допоміг своїй команді закріпитися на четвертій сходинці в таблиці, а також виграти Кубок Іспанії. 18 січня 2011 року лікарі дозволили Санчесу грати, але після року поза футболом захисник зміг задовольнятися лише роллю запасного.
23 червня 2011 року Санчес перейшов за 2,8 млн євро до «Малаги», підписавши з клубом контракт на чотири роки. 25 вересня в матчі проти «Сарагоси» він дебютував за нову команду. 3 січня 2012 року Серхіо забив перший гол за андалуський клуб, в матчі Кубка країни проти мадридського «Реала».
Влітку 2015 року Санчес перейшов до грецького «Панатінаїкоса». Сума трансферу становила 800 тис. євро. 28 липня у поєдинку кваліфікаційного раунду Ліги чемпіонів проти бельгійського «Брюгге» він дебютував за нову команду. 24 серпня в матчі проти «Панетолікоса» Серхіо дебютував у грецькій Суперлізі. 7 січня 2016 року в матчі Кубка Греції проти ПАС він зазнав травми, внаслідок якої залишився поза грою на три місяці.
Влітку 2016 року Санчес перейшов до російського «Рубіна», до свого колишнього тренера за «Малагою» Хаві Грасії. 1 серпня в матчі проти пермського «Амкара» він дебютував у РФПЛ. Влітку 2017 року Санчес на правах оренди повернувся до «Еспаньйола».
21 вересня 2018 року Санчес підписав контракт на два роки з Кадісом. 31 січня 2020 футболіста віддали в оренду на пів року до ще одного представника Сегунди Альбасете.
8 серпня 2020 року Кадіс відпустив Санчеса, хоча його контракт автоматично продовжився ще на чотири роки, коли клуб перейшов до найвищого дивізіону.

## Міжнародна кар'єра
Від 16 років Серхіо викликали до збірних Іспанії різного віку. 2009 року в складі молодіжної команди країни він взяв участь у молодіжному чемпіонаті світу.

## Досягнення
Командні
 «Еспаньйол»
- Володар Кубка Іспанії — 2005/06

 «Севілья»
- Володар Кубка Іспанії — 2009/10